# 唐沢かおり
唐沢 かおり（からさわ かおり、1960年-　）は、日本の社会心理学者。東京大学大学院人文社会系研究科教授。社会的認知を専門とする。

## 略歴

### 学歴・職歴
京都府生まれ。
- 1984年 京都大学文学部哲学科卒業
- 1992年 同大学院文学研究科博士課程満期退学
- 1992年 Ph.D. (University of California, Los Angeles, Department of Psychology)
- 1992年 名古屋明徳短期大学講師
- 1995年 日本福祉大学情報社会科学部助教授
- 1999年6月 名古屋大学情報文化学部助教授
- 2001年 同環境学研究科助教授
- 2006年10月 東京大学大学院社会系研究科助教授
- 2010年8月 東京大学大学院人文社会系研究科教授

### 学会活動等
- 1999.4- 『Psychologia』編集委員
- 2003.4- 『人間環境学研究』編集幹事
- 2005.4-2009.3, 2011.4-1015.3, 2017.4- 日本社会心理学会理事
- 2005.4-2007.3, 2007.8-2999.3, 2017.4- 日本社会心理学会常任理事
- 2007.4-2011.3 日本グループ・ダイナミックス学会理事
- 2007.4-2001.3 日本グループ・ダイナミックス学会常任理事
- 2007.4-2015.3 『実験社会心理学研究』編集委員
- 2012.10- Contemporary and Applied Philosophy編集委員
- 2013.4-2015.3 日本グループ・ダイナミックス学会会長
- 2015.4- 日本学術会議連携会員
- 2017.4- 科学基礎論学会理事
- 2017.4- 日本心理学会代議員

## 著書
- 『なぜ心を読みすぎるのか みきわめと対人関係の心理学』東京大学出版会 2017

### 共編著
- 『社会的認知の心理学―社会を描く心のはたらき』唐沢穣、池上知子、大平英樹共著 ナカニシヤ出版 2001
- 八田武志 共編著『幸せな高齢者としての生活』ナカニシヤ出版、2009年。
- 戸田山和久 共編『心と社会を科学する』東京大学出版会、2012年。
- 編著)『新 社会心理学：心と社会をつなぐ知の統合』北大路書房、2014年。
- 林徹共編著『人文知Ⅰ 心と言葉の迷宮』東京大学出版会、2014年。

### 翻訳
- バーナード・ワイナー『社会的動機づけの心理学 他者を裁く心と道徳的感情』速水敏彦共訳 北大路書房 2007